# Rainer Streubel

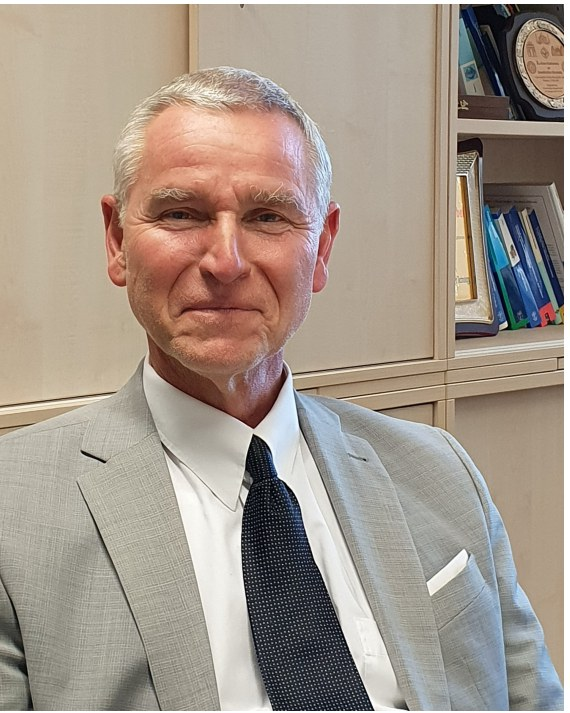
Rainer Streubel (2023)

Rainer Streubel (* 19. September 1958 in Bonn) ist ein deutscher Chemiker und war bis zu seinem Ruhestand 2023 Professor für anorganische Chemie an der Universität Bonn. 

## Leben
Nach seinem Abitur am Friedrich-Ebert-Gymnasium Bonn 1977 begann Streubel 1978 an der Pädagogischen Hochschule Bonn sein Chemiestudium, das er 1987 an der Rheinischen Friedrich-Wilhelms-Universität Bonn mit einer Diplomarbeit bei Edgar Niecke abschloss. Anschließend wurde er 1990 bei Niecke promoviert. Von 1990 bis 1992 arbeitete er als Postdoktorand im Arbeitskreis von F. Mathey an der École Polytechnique in Palaiseau. 1992 war er Postdoktorand im Arbeitskreis von W.-W. du Mont am Institut für Anorganische und Analytische Chemie der TU Braunschweig, wo er sich von Dezember 1992 bis Juli 1997 habilitierte (Venia legendi für das Lehrgebiet Anorganische Chemie). Streubel war im Anschluss von 1997 bis 2000 Privatdozent an der Technischen Universität Braunschweig. 2000 ernannte ihn die Technische Universität in Braunschweig zum außerplanmäßigen Professor. 2003 folgte er dem Ruf auf die Universitätsprofessur an die Rheinische Friedrich-Wilhelms-Universität Bonn, wo er bis zu seinem Eintritt in den Ruhestand zum 30. September 2023 tätig war.
Er ist seit 1991 verheiratet mit der Ärztin Gerlinde Jahns-Streubel. Streubel ist Mitglied der Gesellschaft Deutscher Chemiker und der American Chemical Society.
Streubel lehrte die Grundlagen der Chemie für Nebenfächler sowie Anorganische Molekülchemie im Bachelor- und Masterstudium. Er forscht über neuere Entwicklungen in der modernen Molekülchemie, insbesondere der Chemie von reaktiven Intermediaten mit niederkoordinierten p-Block-Elementen, gespannten Heterocyclen und aromatischen Heterocyclen.

## Werke und Schriften (Auswahl)
- R. Streubel: Phosphiniden-Transferreaktionen : Untersuchung zur Reaktivität von Halogen(silyl)phosphanen. 1990, Bonn, Universität, Dissertation, DNB 901508993.
- R. Streubel: Über 2H-Azaphosphiren-Metallkomplexe. Braunschweig, Techn. Universität, Habilitationsschrift, Braunschweig 1997, DNB 952684926.
- R. Streubel: Transient nitrilium phosphanylid complexes – new versatile building blocks in phosphorus chemistry. In: Topics in Current Chemistry. Band 223, 2002, S. 91–109, doi: 10.1007/3-540-46100-0_4.
- R. Streubel: Chemistry of λ3-2H-azaphosphirene metal complexes. In: Coordination Chemistry Reviews. Band 227, Nr. 2, 2002, S. 175–192, doi:10.1016/S0010-8545(02)00013-9.
- R. Streubel: 1λ5-phosphinines. In: Science of Synthesis. Band 15, 2005, S. 1157–1179, doi:10.1055/sos-SD-015-01869.
- T. Sasamori, N. Tokitoh, R. Streubel: p-Electron redox systems of heavier group 15 elements. In: Organic redox systems, synthesis, properties and applications. Wiley, New Jersey, 2016, S. 563–578, ISBN 978-1-118-85874-5. (wiley-vch.de)

## Preise und Auszeichnungen
- Dezember 1990−Februar 1992: Feodor-Lynen-Stipendiat der Alexander von Humboldt-Stiftung
- Dezember 1992−Dezember 1994: Liebig-Stipendiat des Fonds der Chemischen Industrie
- Award as Junior Scientist, 12th International Conference on Phosphorus Chemistry, Toulouse (Juli 1992)
- Heinrich-Büssing-Preis der Stiftung zur Förderung der Wissenschaften an der Technischen Universität Braunschweig für die beste Habilitation 1997[6]
- Japan Society for the Promotion of Science Lectureship Award (Dezember 2004)
- Adjunct Professor an der University of Alabama (2008–2020)
- Honorary Professor an der University of St. Andrews (2010–2016)
- Ehrendoktorwürde, verliehen von der Universität Murcia, Spanien (Mai 2023)[7]

Anlässlich seines Ruhestands wurde ein Sonderband im European Journal of Inorganic Chemistry veröffentlicht.